# مينيسيفان
مينيسيفان هي بلدة تقع في مقاطعة زنجيلان، أذربيجان.بلغ عدد سكانها في 2015 300 نسمة.
في 21 أكتوبر 2020 أعلن الرئيس الأذربيجاني إلهام علييف سيطرة القوات الأذربيجانية على البلدة.